# Tórtora de les Filipines
La tórtora de les Filipines (Streptopelia dusumieri) és una espècie d'ocell de la família dels colúmbids (Columbidae) que habita zones obertes, sovint a prop de l'hàbitat humà, a le illes Filipines i Sula.

Considerada coespecífica de Streptopelia bitorquata per diversos autors.